# Ludność Siemianowic Śląskich

Herb Siemianowic Śląskich

## LudnośćSiemianowic Śląskich
- 1932 - 43 000[1]
- 1939 - 39 000
- 1946 - 32 708   (spis powszechny)
- 1950 - 52 994   (spis powszechny)
- 1955 - 59 427
- 1960 - 62 411   (spis powszechny)
- 1961 - 64 000
- 1962 - 64 600
- 1963 - 65 200
- 1964 - 65 800
- 1965 - 66 092
- 1966 - 66 600
- 1967 - 66 200
- 1968 - 66 500
- 1969 - 66 600
- 1970 - 67 401   (spis powszechny)
- 1971 - 67 755
- 1972 - 68 500
- 1973 - 70 400
- 1974 - 71 240
- 1975 - 72 101
- 1976 - 73 000
- 1977 - 73 400
- 1978 - 73 900   (spis powszechny)
- 1979 - 77 200
- 1980 - 77 080
- 1981 - 78 216
- 1982 - 79 858
- 1983 - 79 622
- 1984 - 80 891
- 1985 - 81 449
- 1986 - 81 548
- 1987 - 82 192
- 1988 - 79 279   (spis powszechny)
- 1989 - 80 432
- 1990 - 81 123
- 1991 - 81 151
- 1992 - 79 631
- 1993 - 79 086
- 1994 - 78 181
- 1995 - 78 101
- 1996 - 77 932
- 1997 - 77 664
- 1998 - 77 254
- 1999 - 75 218
- 2000 - 74 782
- 2001 - 74 431
- 2002 - 74 059   (spis powszechny)
- 2003 - 73 536
- 2004 - 73 155
- 2005 - 72 685
- 2006 - 72 247
- 2007 - 71 621
- 2008 - 71 118
- 2009 - 70 712
- 2010 - 70 296
- 2011 - 69 992   (spis powszechny)
- 2012 - 69 539
- 2013 (30 czerwca) - 69 169[2]

## Powierzchnia Siemianowic Śląskich
- 1995 - 25,16 km²
- 2006 - 25,50 km²